# Kanton Lot et Dourdou
Lot et Dourdou is een kanton van het Franse departement Aveyron. Het kanton maakt deel uit van de arrondissementen Rodez (3) en Villefranche-de-Rouergue (8). In 2021 telde het 12.766 inwoners.
Het kanton werd gevormd ingevolge het decreet van 21 februari 2014 , met uitwerking op 22 maart 2015, met Decazeville als hoofdplaats.

## Gemeenten
Het kanton omvatte 14 gemeenten bij zijn oprichting.
Op 1 januari 2016 werden de gemeenten Conques, Grand-Vabre, Noailhac en Saint-Cyprien-sur-Dourdou samengevoegd tot de fusiegemeente (commune nouvelle) Conques-en-Rouergue.
Sindsdien omvat het kanton volgende 11 gemeenten:
- Almont-les-Junies
- Boisse-Penchot
- Conques-en-Rouergue
- Decazeville
- Flagnac
- Livinhac-le-Haut
- Saint-Félix-de-Lunel
- Saint-Parthem
- Saint-Santin
- Sénergues
- Viviez